# 龍目里
龍目里，為高雄市大樹區轄下的一行政區劃，現任里長為陳榮清，服務處位在高雄市大樹區龍目路76號。本里總計14鄰，620戶人家，人口合計1,865人（男性：1,007人，女性：858人）。

## 學校
- 龍目國民小學

## 廟宇
- 龍安宮 （供奉 龍樹尊王）　住址：大樹區龍目里七鄰七六號
- 北極殿 （供奉 玄天上帝）　住址：大樹區龍目里十鄰一○七號
- 代天宮 （供奉 五府千歲）　住址：大樹區龍目里龍目路一一二之一號
- 祖師府 （供奉 達摩祖師）　住址：大樹區龍目里龍目路一三○之十六號
- 孫真府 （供奉 孫臏仙師）　住址：大樹區龍目里龍目路一三○之十六號

## 特產
- 紅豆咖啡
- 中華豆花

龍目路110-6號.1982年 於高雄市大樹區設立生產工廠，生產盒裝中華豆腐、豆花為全國首創。

## 景點
- 龍目井雙井

## 歷代里長
| 里長姓名 | 里長任期 | 備註 |
| -------- | -------- | ---- |